# Мтирала (национальный парк)
Национальный парк Мтирала (груз. მტირალას ეროვნული პარკი) — национальный парк на юго-западе Грузии, в регионе Аджария. Парк расположен в западной части Малого Кавказа. К парку примыкают также территории заповедника «Охраняемый ландшафт Кинтриши» (I категория МСОП).

## Этимология
Название национального парка, как и горы Мтирала, находящейся на его территории, переводится с грузинского как плач. Это связано с большим количеством осадков, выпадающих в данном регионе: до 4520 мм в год, что делает его одним из самых влажных районов бывшего Советского Союза.

## Флора
Растительность парка относится к девственным колхидским влажным широколиственным и смешанным лесам, включая посевной каштан и восточный бук. В качестве подлеска произрастают рододендрон понтийский, лавровишня, самшит колхидский  и различные лианы. 

## Фауна
В парке водятся бурый медведь, косуля и кабан, в то время как орнитофауна включает в себя орла-карлика, филина и иволгу. Земноводные, населяющие парк, включают кавказскую саламандру, кавказскую жабу и кавказскую гадюку.